# 박종문 (1932년)
박종문(朴鍾汶, 1932년 11월 5일 경남 거창~)은 대한민국의 정치인이다. 제12대 국회의원, 제22대 강원도지사를 지냈으며 제36대 농수산부장관이었다.

## 약력
- 1957년 : 경북대학교 농과대학 졸업
- 1962년 : 농촌진흥청 근무
- 1967년 : 경북대학교 농학박사
- 1969년 : 농림부 농산과장
- 1973년 : 농수산부 농산국장
- 1978년 : 농촌진흥청 농업기술연구소 소장
- 1979년 : 농수산부 식산차관보
- 1980년 : 농수산부 농산차관보
- 1980년 : 국가보위비상대책위원회  농수산위원장
- 1980년 : 국가보위입법회의 입법의원
- 1981년 : 강원도지사
- 1982년 : 농수산부장관
- 1985년 : 민주정의당 국책평가위원
- 1985년 ~ 1989년: 제12대 국회의원 (전국구, 민주정의당)
- 1985년 : 민주정의당 중앙위원회 경제과학분과위원장
- 1986년 : 민주정의당 국책평가위원회 정치행정분과위원장
- 1993년 : 민주자유당 국책자문위원회 경제분과위원장

## 역대 선거 결과
| 실시년도 | 선거   | 대수 | 직책     | 선거구 | 정당       | 득표수      | 득표율          | 순위       | 당락 | 비고 |
| -------- | ------ | ---- | -------- | ------ | ---------- | ----------- | --------------- | ---------- | ---- | ---- |
| 1985년   | 총선   | 12대 | 국회의원 | 전국구 | 민주정의당 | 7,040,477표 | \| \| 35.25% \| | 전국구 8번 |      | 초선 |
|          | 35.25% |      |          |        |            |             |                 |            |      |      |